# Беседа о ватри
Беседа о ватри (пали: Ādittapariyāya Sutta) је једна о најпознатијих Будиних беседа.
То је трећи говор који је Буда одржао после пробуђења. Хиљаду аскета којима се обраћа јесу аскете који су до тада обожавали ватру, те је њу Буда и одабрао као главну тему, јер им је она блиска. Према Пали канону, још док је Буда говорио, умови окупљених хиљаду аскета постадоше ослобођени нечистоћа.
Т. С. Елиот сматра да Будина проповед о ватри "по важности одговара Исусовој проповеди на гори".